# دانلو
كانت الدانلو (بالإنغليزية: Danelaw، بالإنغليزية القديمة:  Dena lagu، بالدنماركية: Danelagen) جزءاً من إنغلترا حيث سادت قوانين الدنماركيين وأخضعت قوانين الأنغلوساكسونيين. تناقض القانون الدنماركي مع القانونين السكسوني الغربي والميرسي. يرجع أول ذكر للمصطلح إلى مطلع القرن الحادي عشر بـDena lage. تقع المناطق التي شكلت الدانلو في شمال وشرق إنغلترا، واللاتي احتلهن الدنماركيون وشماليون آخرون لمدةٍ طويلة.
نشأت الدانلو من اجتياح الجيش الوثني العظيم لإنغلترا في القرن التاسع، بالرغم من أن المصطلح لم يكن يستخدم لوصف رقعة جغرافية حتى القرن الحادي عشر. مع ازدياد عدد السكان ومعدلات المواليد في إسكندنافيا، سعى محاربو الفايكنغ للبحث عن المجد والكنوز في الجزر البريطانية المجاورة، و"وبدؤوا بالحرث وإعالة أنفسهم"، نقلاً عن الوقائع الأنغلوسكسونية عام 876.
يمكن أن تصف الدانلو بنود الاتفاقيات بين ألفريد العظيم (ملك ويسكس) وغوثروم (القائد الحربي الدنماركي) اللاتي دُونت بعد هزيمة غوثرم في معركة إدينغتون عام 878.
أصبحت المعاهدة بين ألفريد وغوثروم رسمية عام 886، مبينةً حدود مملكة كلٍ منهما وشروط العلاقات الودية بين الإنغليز والفايكنغ. تأثرت اللغةُ المحكية في إنغلترا بتصادم الثقافتين بظهور اللكنات الإنغليزية-النوردية (الشمالية).
تألفت الدانلو من 15 مقاطعة تقريباً: ليستر، ويورك، ونوتنغهام، وديربي، ولنكولن، وإسكس، وكامبريدج، وسوفولك، ونورفك، ونورثامبتون، وهنتينغدون، وبيدفورد، وهارتفورد، وميدلسكس، وباكينغهام.

## لمحة تاريخية

### يورك الإسكندنافية
حوالي العام 800، كانت هنالك موجات غاراتٍ من الشماليين على الخطوط الساحلية لبريطانيا وإيرلندا. في عام 865، أنزلَ الدنماركيون جيشاً في آنغليا الشرقية بدلاً من الغزو، بهدف احتلال الممالك الأنغلوسكونية الأربع في إنغلترا. اتحدت جيوش القادة الدنماركيين المتعددون ليشكلوا قوةً بقيادة هالفدان راغنارسون وإيفار الكسيح، ابنا قائد الفايكنغ الأسطوري راغنار لوثبروك. يوصفُ الجيشُ المشترك في الحوليات بالجيش الوثني العظيم.  بعد عقد الصلح مع ملك آنغليا مقابل تقديم خيول، تحرك الجيش الوثني العظيم نحو الشمال. في عام 867، استولى الجيشُ على نورثمبريا وعلى عاصمتها يورك، وهزموا كلاً من الملك المخلوع أُوزبرت الثورثمبري وغاصب العرش إيلا الثورثمبري. عيّنَ الدنماركيون إنغليزياً يُدعى إغبرت الأول النورثمبري حاكماً دمية على عرش نورثمبريا.
قادَ إيثلرد ملك وسكس وأخوه آلفريد جيشهما في مواجهة الدنماركيين في نوتنغهام؛ لكن رفض الدنماركيون مغادرة حصونهم. فاوض بورغريد ملك ميرسيا على السلام مع إيفار، بأن يحتفظ الدنماركيون بنوتنغهام مقابل أن يتركوا بقية ميرسيا وشأنها.
استمرَّ الدنماركيون تحت قيادة إيفار الكسيح بغزوهم عام 869 بهزيمة إدموند ملك شرق أنغليا في هوكسن وباحتلال آنغليا الشرقية. حاول الأخوان إيثلرد وآلفريد مرةً أخرى وقف إيفار بمهاجمة الدنماركيين في ريدنغ؛ لكنهم صُدّوا وكانت خسائرهم كبيرة. لاحق الدنماركيون إيثلرد وآلفريد، وفي 7 كانون الثاني 871 انتصر الأخوان على الدنماركيين في معركة آشداون. انسحب الدنماركيون إلى بيسنغ Basing (في هامبشاير)، حيث هاجمهم إيثلرد وهُزم هناك. انتصر إيفار مرةً أخرى في آذار/مارس في ميريتن (حالياً مارتون، ويلتشاير).
في 23 نيسان/أبريل 871 ماتَ إيثلرد وخلفه آلفريد ملكاً لويسكس. كان جيشه ضعيفاً وكان عليه أن يدفع جزيةً لإيفار مقابل عقد الصلح مع الدنماركيين. توجه الدنماركيون نحو الشمال خلال فترة هذا الصلح وهاجموا ميرسيا، في حملةٍ استمرت حتى عام 874. مات القائد إيفار خلال هذه الحملة. خَلفَ إيفارُ غوذرومَ الذي أنهى الحملةَ ضد ميرسيا. سيطرَ الدنماركيون في عشر سنوات على آنغليا الشرقية، ونورثمبريا، وميرسيا، وأصبحت ويسكس تقاوم وحدها.
نقضَ غوذروم والدنماركيون الصلحَ مع ويسكس عام 876، عندما استولوا على حصني ويرام وإكستر. حاصر ألفريد الدنماركيين، والذين اجبروا على الاستسلام بعد أن فقدوا تعزيزاتهم بعاصفة. بعد سنتين، هاجم غوثروم مرةً أخرى ألفريد، مباغتاً إياه بالهجوم على قواته في فصل الشتاء في تشبنهام. نجى الملكُ ألفريد عندما دمرت قواتٌ ثانوية الجيشَ الدنماركي القادم نحو مؤخرته في معركة سينويت. إن موقعَ سينويت المعاصر محل جدال؛ لكن تُدرجُ اقتراحاتٌ: كاونتسبري هِل، قُرب لينمِث (Lynmouth)، ديفون؛ أو قلعة كينوِث، بايدفورد، ديفون؛ أو كانينغتون، بريدجوتر، قرب سومرست. اضطر ألفريد للاختباء لمدة، قبل أن يعود في ربيع عام 878 ليجمع جيشاً ويهاجم غوثروم في إدنغتون. انهزم الدنماركيون واضطروا للتراجع إلى تشبنهام، حيث حاصرهم الملكُ ألفريد وسرعان ما أجبرهم على الاستسلام. طالب ألفريد من غوثروم أن يتعمد ويعتنق النصرانية، وكان الملكُ ألفريد عرابه.

## تأسيس الحكم الذاتي الدنماركي
احتلَّ إدوارد الكبير مع أخته أثلفليد (سيدة الميرسيين) مقاطعاتِ الدنماركيين في وسط إنغلترا وآنغليا الشرقية خلال سلسلة حملاتٍ بين  910-919، سُمح لبعض الزعماء الدنماركيين الذين استسلموا بالإحتفاظ بأراضيهم. انتهى حُكم الفايكنغ عندما طُردَ إريك هارالدسن من تورثمبريا عام 954.
إن أسباب موجات الهجرة معقدة ومرتبطة بالوضع السياسي في إسكندنافيا في ذلك العصر؛ وفوق هذا، فقد ظهرت الهجرات عندما كان المستوطنون الفايكنغ يؤسسون لوجودهم في هبرديس، وجزر أوركني، وشتلاند، وجزر فارو، وأيرلندا، وآيسلندا، وغرينلاند، ولانس أو ميدوز، وفرنسا (نورماندي)، ودول البلطيق، وروسيا، وأوكرانيا.

## كنوت وخلفاؤه

مناطق سيطرة كنوت العظيم

لم يتخلَ الدنماركيون عن مشاريعهم في إنغلترا. فقد حكم كنوت العظيم مملكةً إنغليزية موحدة من 1016 حتى 1035، وهي نفسها نتيجة صعود ويسكس، وكانت جزءاً من إمبراطورية بحر الشمال مع الدنمارك، والنرويج، وأجزاءٍ من السويد. خَلُفَ كنوت بعد موته ابنُه هارولد قدم الأرنب حتى وفاته عام 1040، ثم اعتلى العرش هارديكانوت (ابنٌ آخر لكنوت). أعاد اعتلاءُ هارديكانوت عرشِ إنغلترا توحيدَ إمبراطورية بحر الشمال؛ بما أنه كان على عرشِ الدنمارك. لم يعش  هارديكانوت إلا لعامين من بعد اعتلائه العرش الإنغليزي، ومنذ وفاته عام 1042 حتى عام 1066 عاد الملكية إلى سلالة إنغليزية في نسل إدوارد المعترف.
حيث
ماتَ إدوارد في كانون الثاني 1066 بدون خليفةٍ محدد، ثم استولى إنغليزيٌ نبيل يُدعى هارولد غودوينسون على العرش. في خريفِ نفس السنة، قادَ مطالبان متنافسان على العرش حملتين متعاقبتين على إنغلترا. كانت الأولى عندما استولى هارلد الثالث ملك النرويج على يورك؛ ولكن هارولد انتصر عليه في معركة جسر ستامفورد في يوركشاير. والثانية بعد ثلاثة أسابيع عندما انتصر ويليام دوق نورماندي على هارولد في معركة هيستينغز في ساسكس، وفي كانون الأول قبل استسلام إدغار إيثلينغ (آخر وريث من سلالة أنغلو-سكسونية ملكية) في بيركمستد.
ظهرَ الدانلو في التشريعات أواخر مطلع القرن الثاني عشر بقوانين هنري الأول، حيث يُشارُ إليه على أنه من قوانين ويسكس وميرسيا معاً والتي قسمت إنغلترا.

## الصراع الدنماركي-النرويجي في بحر الشمال
في القرن الحادي عشر، عندما حرر ماغنوس الأول النرويج من كنوت العظيم، كان أحد بنود معاهدة السلام بين الملكين ماغنوس (النرويج) وهارديكانوت (الدنمارك) أن من يمت أولاً يرث الملك الآخر سلطانه. عندما اعتلى إدوار المعترف عرش إنغلترا الدنماركية-السكسونية، تشكل جيشٌ شمالي من كل مستعمرة نرويجية في الجزر البريطانية وهجمَ على إنغلترا دعماً لماغنوس، وبعد موته طالَبَ أخوه هارلد الثالث بالعرش الإنغليزي. عندما اعتلى هارولد غودوينسون العرشَ بعد موت إدوارد المعترف، غزا هارلد الثالث ملك النرويج نورثمبريا بدعم من توستيغ شقيق هارولد، وهُزمَ في معركة جسر ستامفورد، قبلَ ثلاثة أسابيع من انتصار وليام الأول في معركة هيستينغز.

## تسلسل زمني
800 - موجات اعتداء دنماركية على سواحل الجزر البريطانية.
865 - بدأ غزاة دنماركيون بالاستيطان في إنغلترا. قادهم الأخوان هالفدان وإيفار الكسيح، وأمضوا الشتاء في آنغليا الشرقية، حيث طالبا بجزية مقابل هدنة. 
867 - بعد خسارة يروك، شكلَّ أُوزبرت وإيلا حِلفاً ضد الدنماركيين. شنّا هجوماً مضاداً؛ لكن الدنماركيين قتلوهما ونصبوا ملكاً دميةً على العرش النورثمبري. ورداً على ذلك، سار إيثلرد ملك وسكس ومعه أخيه آلفريد نحو الدنماركيين، حيث كان الدنماركيون متمركزين خلف تحصينات في نوتنغهام، ولم يقدروا على استدراجهما إلى معركة. تخلى الملك بورغريد صاحب ميرسيا عن نوتنغهام للدنماركيين من أجل السلام مقابل أن يتركوا بقية ميرسيا بلا تعكير.
868 - استولى الدنماركيون على نوتنغهام.
869 - عادَ إيفار الكسيح وطالبَ إدموند ملك آنغليا الشرقية بجزية.
870 - رفضَ الملكُ إدموند طلبَ إيفار. انتصرَ إيفار وقبضَ على إدموند في هوكسن، مضيفاً بذلك أنغليا الشرقية إلى المنطقة التي يسيطرُ عليها الدنماركيون الغزاة. هجمَ الملكُ إيثلرد وآلفريد على الدنماركيين في ريدنغ؛ لكنهما صُدّا مع خسائر جسيمة. وطاردوهما الدنماركيون.
871 - في 7 كانون الثاني/يناير، حزم إيثلرد وآلفريد أمرهما في آشداون Ashdown (فيما هو الآن باركشير/ويسكس داونز الشمالية في أكسفوردشير). لم يُرى إيثلرد عند بدء المعركة، لأنه كان مشغولاً بالصلاة في خيمته، ولذلك قادَ آلفريد الجيشَ في المعركة. انتصرَ إيثلرد وآلفريد على الدنماركيين، وكان من بين خسائرهم 5 قادة. انسحبَ الدنماركيون وأقاموا تحصينات في بيزنغ (بيزنغستوك) في هامبشاير، على بعد 23 كم من ريدنغ. هجم إيثلرد على تحصينات الدنماركيين وانهزم. أتبع الدنماركيون انتصارهم بانتصارٍ آخر في آذار/مارس في ميريتم Meretum (الآن تعرف بمارتون، ويلتشاير).
ماتَ الملكُ إيثلرد في 23 نيسان/أبريل 871 وتولى آلفريد عرشَ ويسكس. لبقية العام، ركّزَ آلفريد على الهجوم بفرقٍ ضغيرة على مجموعات الدنماركيين المعزولة. كان معتدلاً بنجاحه في هذا المسعى وكان قادراً أن يحقق انتصاراتٍ صغيرة على الدنماركيين؛ لكن جيشه كان على حافة الانهيار. 